# 三重県立大学
三重県立大学（みえけんりつだいがく）は、三重県津市に本部を置いていた公立大学である。1950年に設置され、1972年5月に国立三重大学に併合された。

## 概要
学制改革に際し、旧制三重県立医科大学 （および前身の旧制三重県立医学専門学校） を母体とする医学部 （実際の発足は1952年） と、旧制私立三重水産専門学校の教職員が中心となって設立した水産学部とをもって発足した。
水産学部は公立大学唯一の存在で、医学部は四日市ぜんそくの研究で業績があったが、三重県の財政は厳しく、国立大学に比して研究費が乏しい等の問題を抱えていた。1955年に就任した県知事 田中覚のもとで国立移管が進められ、1968年頃から校舎を国立三重大学の隣接地 （元・三重大学農学部上浜農場） に移転し、1972年に三重大学医学部・水産学部 （現・生物資源学部） となった。

## 沿革
- 1950年3月 三重県立大学設置認可。
- 1950年4月 三重県立大学開学。
  - 医学部・水産学部 （水産学科） を設置。ただし、新制医学部の実際の設置認可は 1952年2月となった。
  - 水産学部の教養課程 （2年間） には、水産コースと医学進学コースが設置された。
- 1950年6月 開学式・水産学部第1回入学式。
- 1951年3月 旧制三重県立医大予科・三重県立医専、廃止。
- 1952年2月 新制医学部増設認可 （4年制）。
- 1952年4月 医学部第1回入学式。
- 1954年3月 水産学部第1回卒業式。
- 1954年4月 漁業学専攻科 （1年制） を設置。
- 1955年1月 医学進学課程設置認可 （4月開設）。
- 1955年3月 旧制三重県立医大、最後の卒業式。
- 1955年4月 医学部附属塩浜病院内に産業医学研究所を設置 （四日市市）。
- 1957年6月 財団法人三重県立大学後援会を設立。
  - 医学部基礎校舎新築整備の資金借入が目的。
  - この年、水産学部実習船 「大勢丸」 （総トン数 579.62トン） 就役 （1975年9月退役）。
- 1958年10月 旧制三重県立医大、旧制学位審査権を取得。
- 1959年3月 新制大学院医学研究科設置認可。
- 1959年4月 医学部、鳥居町 （附属病院隣接地） に移転。
- 1959年6月 医学研究科 第1回入学式。
- 1961年3月 旧制三重県立医大、廃止。
- 1961年7月 医学部の学位審査謝礼問題で三重県警が関係者調査。
  - 1962年4月、金額僅少として不起訴処分に。
- 1962年6月 医学部附属病院高茶屋分院、閉鎖。
- 1963年 水産製造実習工場竣工。
- 1967年1月 医学部教授会、国立移管調査委員会を設置。
- 1967年11月 水産学部に漁業学科・水産製造学科・水産増殖学科の設置認可 （1968年4月開設）。
  - 従来の 3学科 （内部措置） が正式に認可されたもの。
- 1968年6月 三重県立大学国立移管期成同盟会を設立。
- 1969年1月 水産学部、江戸橋 （上浜） 新校舎に移転。
- 1969年7月： 三重県知事、三重大学長に移管要望。文部省に国立移管を正式申請。
- 1970年12月 医学部、江戸橋 （上浜） 校舎に移転。
- 1972年1月12日 国立移管予算が認められる。
- 1972年4月28日 国立学校設置法一部改正案、参議院通過。
- 1972年5月1日 国立三重大学医学部・水産学部設置 （法律26号）。
- 1973年3月 医学部附属病院、江戸橋 （上浜） に新築移転。
- 1973年10月 医学部附属病院、三重大学医学部附属病院となる。
- 1974年4月 附属看護学校、三重大学医学部附属看護学校となる。
- 1975年3月 移管完了し、三重県立大学閉学。
  - 医学部附属塩浜病院は三重県立中央病院 （現・三重県立総合医療センター） となった。また、産業医学研究所は1976年3月に廃止となった。

## 歴代学長
- 初代： 星野貞次 （1950年4月 - 1961年3月）
- 第2代： 渡邊篤 （1961年4月 - 1967年3月）
- 学長職務代理： 神前武和 （1967年4月 - 1968年9月）
- 学長職務代理： 石部修 （1968年9月 - 1968年9月）
- 第3代： 石部修 （1968年10月 - 1972年9月）
- 第4代： 高崎浩 （1972年10月 - 1975年3月）

## 校地
校舎
開学当初は、前身の旧制県立医大から引き継いだ津市大谷町11番地の校舎を使用した。1959年4月に大学本部・医学部は津市鳥居町 （附属病院隣接地） に移転し、大谷校地は水産学部専用となった。県立大学の国立移管が具体化するに従い、国立三重大学の隣接地に移転することになり、1969年1月に水産学部が津市江戸橋3丁目 （元・三重大学農学部上浜農場） に移転。次いで医学部も1970年12月に江戸橋2丁目 （同） に移転した。江戸橋 （上浜） 校地は三重大学医学部・水産学部 （現・生物資源学部） に引き継がれ、現在の上浜キャンパスの一部となっている。
水産学部の旧大谷校地は、現在は三重県立美術館東の広場となっている。同校地に1951年頃に建設された旧図書館 （アントニン・レーモンド設計） は江戸橋校地に移設され、水産学部食堂や倉庫として利用された。現在は 「レーモンドホール」 と命名され、登録有形文化財として保存されている。
医学部の旧鳥居町校地は県立准看護婦学校に使用され、後身の三重県立看護短期大学に引き継がれた。看護短大は 4年制化して三重県立看護大学となり、津市夢が丘に移転した。現在、鳥居町の旧校地には、三重県リサイクルセンター・三重県鳥居会館などが設置されている。
附属病院
附属病院は、旧制県立医大から引き継いだ附属病院本院 （津市栄町、旧・津市立病院、現・三重県警本部付近）、附属病院高茶屋分院 （津市高茶屋小森上野、元・津海軍工廠共済病院）、附属塩浜病院 （四日市市、元・海軍燃料廠附属病院） の 3病院に分かれていた。1962年6月に高茶屋分院を廃止し、本院に統合。1972年5月の三重大学医学部発足後、1973年3月に本院は津市江戸橋の医学部校地に新築移転し、同年10月に三重大学医学部附属病院となった。塩浜病院は津市から離れているため国立移管を断念し、県立病院に復帰した （後に塩浜から移転し、現・三重県立総合医療センター）。

## 参考書籍
- 三重大学開学50周年記念誌刊行専門委員会（編） 『三重大学五十年史 : 通史編・資料編』 三重大学開学50周年記念事業後援会、1999年9月。
- 三重大学開学50周年記念誌刊行専門委員会（編） 『三重大学五十年史 : 部局史編』 三重大学開学50周年記念事業後援会、1999年9月。
- 三重県立大学30年誌編纂委員会（編） 『三重県立大学誌』 三重県立大学創立30周年国立移管記念事業実行委員会、1975年。